# Eishockey-Europapokal 1986/87
Der Eishockey-Europapokal in der Saison 1986/87 war die 22. Austragung des gleichnamigen Wettbewerbs durch die Internationale Eishockey-Föderation IIHF. Der Wettbewerb begann im Oktober 1986; das Finale wurde im September 1987 ausgespielt. Insgesamt nahmen 17 Mannschaften teil. Der ZSKA Moskau verteidigte zum neunten Mal in Folge den Titel.

## Modus und Teilnehmer
Die Landesmeister des Spieljahres 1985/86 der europäischen Mitglieder der IIHF waren für den Wettbewerb qualifiziert. Der Wettbewerb wurde im K.-o.-System in Hin- und Rückspiel ausgetragen. Das Finale wurde in einer Vierergruppe im Modus Jeder-gegen-Jeden ausgespielt.
| - Steaua Bukarest - Mont-Blanc HC - Durham Wasps - Lada G.IJ.S. Groningen - Stjernen IL Frederikstad - ZSKA Sofia - HK Partizan Belgrad - SC Dynamo Berlin - HC Meran | - HC Lugano (gesetzt für die 2. Runde) - Polonia Bytom (gesetzt für die 2. Runde) - Tappara Tampere (gesetzt für die 2. Runde) - EC Klagenfurter AC (gesetzt für die 2. Runde) - Kölner EC (gesetzt für die 3. Runde) - TJ VSŽ Košice (gesetzt für die 3. Runde) - Färjestad BK Karlstad (gesetzt für die 3. Runde) - ZSKA Moskau (Titelverteidiger; gesetzt für die 3. Runde) |

## Turnier

### Qualifikation
Die Spiele der Qualifikation wurden am 2. und 9. Oktober 1986 ausgetragen. Zwei Mannschaften spielten einen Qualifikanten für die erste Runde aus.
|                 |            | Gesamt | 1. Spiel | 2. Spiel |
| --------------- | ---------- | ------ | -------- | -------- |
| Steaua Bukarest | ZSKA Sofia | 20:2   | 14:0     | 6:2      |

### 1. Runde
Die Spiele der ersten Runde wurden am 16. und 23. Oktober 1986 ausgetragen. Acht Mannschaften spielten die vier Qualifikanten für die zweite Runde aus.
|                          |                     | Gesamt | 1. Spiel       | 2. Spiel |
| ------------------------ | ------------------- | ------ | -------------- | -------- |
| Stjernen IL Frederikstad | Durham Wasps        | 23:7   | 14:3           | 9:4      |
| Lada G.IJ.S. Groningen   | SC Dynamo Berlin    | 5:8    | 2:2            | 3:6      |
| Steaua Bukarest          | HK Partizan Belgrad | 6:7    | 2:2            | 4:5      |
| Mont-Blanc HC            | HC Meran            | 3:8    | 0:51 (Wertung) | 3:3      |

1 Das Hinspiel gewann der Mont-Blanc HC eigentlich mit 9:1. Nach dem Einspruch des HC Meran, dass Mont-Blanc zwei nicht spielberechtigte kanadische Spieler eingesetzt haben sollte, wertete die IIHF das Spiel mit 5:0 für Meran.

### 2. Runde
Die Spiele der zweiten Runde wurden am 13. und 20. November 1986 ausgetragen. Die vier Sieger der ersten Runde sowie die vier gesetzten Teilnehmer –  Tappara Tampere,  HC Lugano,  Polonia Bytom und  EC Klagenfurter AC – spielten die vier Qualifikanten für die dritte Runde aus.
|                          |                    | Gesamt | 1. Spiel | 2. Spiel |
| ------------------------ | ------------------ | ------ | -------- | -------- |
| Stjernen IL Frederikstad | Tappara Tampere    | 0:23   | 0:10     | 0:13     |
| SC Dynamo Berlin         | HC Lugano          | 3:6    | 2:5      | 1:1      |
| HK Partizan Belgrad      | Polonia Bytom      | 3:14   | 2:5      | 1:9      |
| HC Meran                 | EC Klagenfurter AC | 13:19  | 9:11     | 4:8      |

### 3. Runde
Die Spiele der zweiten Runde wurden im Februar 1987 ausgetragen. Die vier Sieger der zweiten Runde sowie die vier gesetzten Teilnehmer –  Kölner EC,  Färjestad BK Karlstad,  TJ VSŽ Košice und der Titelverteidiger  ZSKA Moskau – spielten die vier Qualifikanten für das Finalturnier aus.
|                    |                       | Gesamt | 1. Spiel | 2. Spiel              |
| ------------------ | --------------------- | ------ | -------- | --------------------- |
| Tappara Tampere    | ZSKA Moskau           | 7:151  | 2:8      | 5:7                   |
| HC Lugano          | Kölner EC             | 8:7    | 4:2      | 4:5                   |
| Polonia Bytom      | TJ VSŽ Košice         | 3:7    | 1:4      | 2:3                   |
| EC Klagenfurter AC | Färjestad BK Karlstad | 10:112 | 6:5      | 4:5 n. V. → 0:1 n. P. |

1 Beide Spiele fanden in Tampere statt.

2 Beide Spiele fanden in Klagenfurt am Wörthersee statt.

### Finalturnier
Das Finalturnier wurde vom 24. bis 27. September 1987 im schweizerischen Porza ausgetragen. Die Spiele fanden in der 8.700 Zuschauer fassenden Pista la Resega statt.
| 24. August 1987 | ZSKA Moskau | 4:4 (2:1, 2:0, 0:3) | Färjestad BK Karlstad | Pista la Resega, Porza |

| 24. August 1987 | HC Lugano | 4:5 (0:1, 1:2, 3:2) | TJ VSŽ Košice | Pista la Resega, Porza |

| 25. August 1987 | ZSKA Moskau | 9:0 (3:0, 3:0, 3:0) | TJ VSŽ Košice | Pista la Resega, Porza |

| 25. August 1987 | HC Lugano | 3:7 (1:2, 1:2, 1:3) | Färjestad BK Karlstad | Pista la Resega, Porza |

| 27. August 1987 | HC Lugano | 2:10 (0:3, 0:3, 2:4) | ZSKA Moskau | Pista la Resega, Porza |

| 27. August 1987 | TJ VSŽ Košice | 5:4 (0:2, 4:2, 1:0) | Färjestad BK Karlstad | Pista la Resega, Porza |

| Pl. |                       | Sp | S | U | N | Tore  | Punkte |
| 1.  | ZSKA Moskau           | 3  | 2 | 1 | 0 | 23:06 | 5:1    |
| 2.  | TJ VSŽ Košice         | 3  | 2 | 0 | 1 | 10:17 | 4:2    |
| 3.  | Färjestad BK Karlstad | 3  | 1 | 1 | 1 | 15:12 | 3:3    |
| 4.  | HC Lugano             | 3  | 0 | 0 | 3 | 09:22 | 0:6    |

#### Beste Scorer
Abkürzungen: G = Tore, A = Assists, Pts = Punkte; Fett: Turnierbestwert
| Spieler               | Team     | G | A | Pts |
| --------------------- | -------- | - | - | --- |
| Sergei Makarow        | Moskau   | 4 | 3 | 7   |
| Wjatscheslaw Fetissow | Moskau   | 3 | 3 | 6   |
| Michail Wassiljew     | Moskau   | 3 | 2 | 5   |
| Vladimír Svitek       | Košice   | 3 | 2 | 5   |
| Igor Larionow         | Moskau   | 1 | 4 | 5   |
| Erkki Laine           | Karlstad | 4 | 0 | 4   |
| Mikael Holmberg       | Karlstad | 3 | 1 | 4   |
| Alexander Sybin       | Moskau   | 3 | 1 | 4   |
| Wladimir Krutow       | Moskau   | 2 | 2 | 4   |
| Peter Jaks            | Lugano   | 2 | 1 | 3   |

### Siegermannschaft
| Europapokalsieger ZSKA Moskau | Torhüter: Jewgeni Beloscheikin, Alexander Tyschnych Verteidiger: Wjatscheslaw Fetissow, Alexei Gussarow, Alexei Kassatonow, Igor Krawtschuk, Sergei Seljanin, Sergei Starikow, Wladimir Subkow Angreifer: Wjatscheslaw Bykow, Andrei Chomutow, Alexander Gerassimow, Waleri Kamenski, Wladimir Krutow, Igor Larionow, Sergei Makarow, Alexander Sybin, Ihor Tschybyrjew, Michail Wassiljew, Andrei Winogradow Cheftrainer: Wiktor Tichonow |